# Lori Alan
Lori Alan (Potomac, Maryland; 18 de julio de 1966) es una actriz estadounidense conocida por su trabajo de doblaje como "The Boss" en el videojuego Metal Gear Solid 3: Snake Eater, para PS2, también ha prestado su voz en series de animación, también es conocida por poner su voz a Dianne Simmons en Padre de familia, Pearl en Bob Esponja y varios personajes en Oye Arnold!. Lori salió en un episodio de Friends en la novena temporada.

## Filmografía
- Inside Out 2 (2024) (tristeza de la Mama de Riley) (Voz)
- Inside Out (2015) (tristeza de la Mama de Riley) (Voz)
- Henry Hugglemonster (2013) (Momma)
- Rolling with Dad (2013) (Brenda Stickle)
- Resident Advisor (2013) (Mrs. Harris)
- The Hard Time Of RJ Berger(2010 Serie De TV) (Sra.Linda Robbins)
- W.I.T.C.H.(voz)
- Cory en la Casa Blanca (2007)
- Metal Gear Solid 3: Subsistence (2006) (Videojuego) (Doblaje en inglés) (The Boss)
- Metal Gear Solid 3: Snake Eater (2004) (Videojuego) (Doblaje en inglés) (The Boss)
- Bob Esponja: La Película (voz)
- The Grim Adventures of Billy & Mandy (voz)
- Stroker y Hoop (2004) (voz)
- Comic Book: The Movie (2004)
- A dos metros bajo tierra
- Will and Grace" 2000
- 3 South (2002) (voz)
- El estimulador (2001)
- Padre de familia (1999-2010) (voz)
- Bob Esponja (1999) (voz)
- The Kids from Room 402 (1999) (voz)
- Toto Lost in New York (1996) (voz)
- Virtual Oz (1996) (voz)
- Garage Sale (1996)
- Larry shorts (1996) (voz)
- El padre de la novia 2 (1995)
- Boys on the Side (1995)
- Buford's Got a Gun (1995)
- The Rockford Files: I Still Love L.A. (1994)
- Los cuatro fantásticos (1994) (voz)
- Holy Matrimony (1994)
- SWAT Kats - The Radical Squadron (1993) (voz)